# شهر زیبا
شهر زیبا نام محله‌ای واقع در غرب تهران منطقه ۵ شهرداری تهران است که از شرق با محله جنت‌آباد، از شمال با محله شهران، از غرب با محله دهکده المپیک، و از جنوب به محله بلوار فردوس غرب می‌رسد.

## بافت محله شهر زیبا
در مسیر حرکت خود به سمت شهر زیبا، یعنی از تقاطع جنت آباد جنوبی تا بلوار تعاون یا جوانمردان امروزی، شاهد بافت‌های مسکونی متنوعی هستید. این بافت از خانه‌هایی با قدمت بیش از 65 سال به بالا گرفته که توسط آلمانی ها ساخته شده تا برج ها و اپارتمان‌های نوساز.  به هر حال، این محدوده از تهران نیز، به لطف داشتن خیابان‌های عریض و زمین‌های با بر زیاد و قواره‌های بزرگ، از ساخت‌ و سازهای گسترده در امان نبوده و همچنان شاهد ساخت و ساز آپارتمان‌های جدید در آن هستیم.

## تراکم جمعیت و سطح قیمت خانه‌های شهر زیبا
همان‌طور که پیشتر هم اشاره شد، به‌دلیل اینکه در ابتدا ادارات و تعاونی‌ها بخاطر ارزانی زمین رو به این منطقه آوردند، بافت جمعیتی این منطقه را از همان ابتدا کارمندان و فرهنگیان تشکیل دادند. همچنین، به دلیل نزدیکی با ورزشگاه آزادی، بسیاری از ورزشکاران به خصوص فوتبالیست‌ها، این محله را به‌دلیل نزدیکی به محل تمرین و مسابقه برای سکونت انتخاب کردند. نام‌هایی مانند شهرک پلیس قضایی، خیابان سازمان‌آب، کوی سازمان برنامه و… نیز گواهی بر این مدعی هستند.

## دسترسی‌ها و خیابان‌های مهم شهر زیبا
ساده‌ترین دسترسی‌ها به محله شهر زیبا از انتهای اتوبان حکیم غرب و بلوار جوانمردان و همچنین انتهای غربی بزرگراه آیت‌الله کاشانی مقدور است. همچنین، از طریق بزرگراه آبشناسان و گذر از شهران و میدان الغدیر هم به محله شهر زیبا دسترسی ممکن است. خیابان‌های مهم این محله، بلوار شهرزیبا، بلوار جوانمردان، بلوار آلاله، خیابان سرو، خیابان عدالت، خیابان شربیانی، خیابان نیلوفر و خیابان آیت‌الله کاشانی هستند. تازگی‌ها مترو شهرزیبا راه افتاده است و مردم میتوانند از آن برای دسترسی به شهرزیبا استفاده کنند.

## معرفی مراکز آموزشی و فرهنگی محله شهر زیبا
همان‌طور که گفته شد، سکونت فرهنگیان و کارمندان در شهر زیبا، این منطقه را از نظر فرهنگی هم غنی ساخته‌است. در نتیجه در این محله شاهد مدارس بسیار و فرهنگسراها و سرای محله هستیم.
سرای محله شهر زیبا و خیابان شربیانی نیز جزو مراکز فرهنگی مهم این منطقه هستند. همچنین، دانشگاه علمی-کاربردی نیز در خیابان نیلوفر (در نزدیکی بلوار آسیای سابق و بزرگراه باکری کنونی) شعبه دارد. موزه پول و موزه صنایع هوایی نیز در نزدیکی شهر زیبا یعنی پارک ارم واقع شده‌اند هرچند شاید نتوان آن‌ها را جزوی از این محله به حساب آورد.

## مراکز خرید اصلی محله شهر زیبا
در شهر زیبا، مراکز خرید خیلی بزرگ به چشم نمی‌خورد و فقط یک پاساژ دارد که اسمش میلاد است و واقع در بلوار تعاون است اما به هر حال، از نزدیک‌ترین و بزرگ‌ترین مراکز خرید به شهر زیبا می‌توان به فروشگاه هایپراستار در بزرگراه باکری و مرکز خرید اترک، در خیابان آیت‌الله کاشانی نبش خیابان سازمان برنامه شمالی اشاره کرد. بازارچه قدیمی محله شهر زیبا نیز یکی از مراکز خرید قدیمی این محله است. همچنین، بازار میوه و تره‌بار در خیابان شربیانی شرقی، یکی از بزرگ‌ترین و بهترین بازارهای میوه و تره‌بار محله شهرزیبا است.

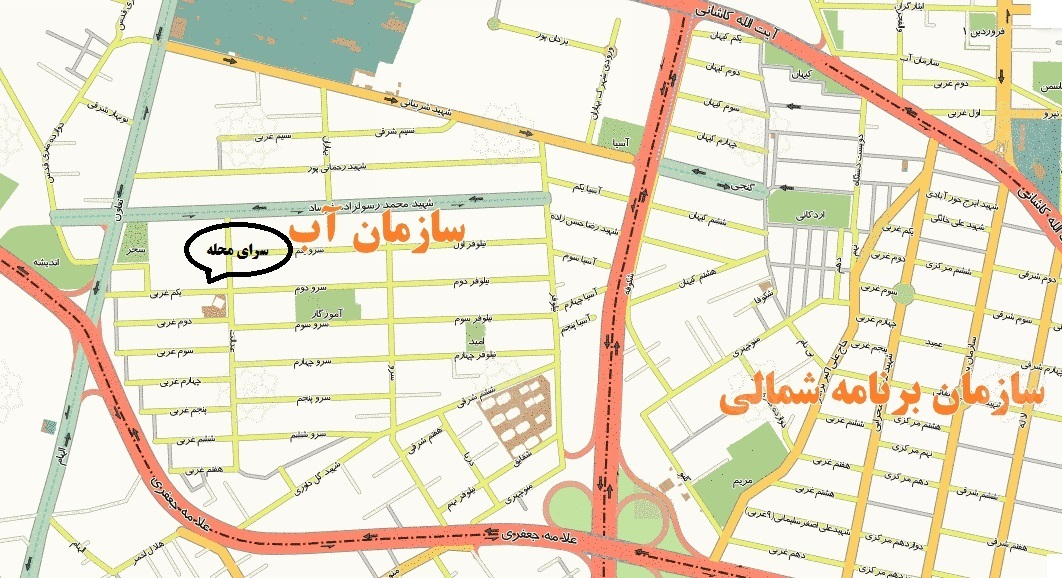
shahr ziba

نقشه حدودی محله شهر زیبا در منطقه ۵